# Чурым (посёлок)
Чурым — посёлок в Чановском районе Новосибирской области. Входит в состав Погорельского сельсовета.

## География
Площадь посёлка — 77 гектаров.

## История
В 1976 г. Указом Президиума ВС РСФСР посёлок фермы №3 совхоза «Речной» переименован в Чурым.

## Население
| 2002 | 2007 | 2010 |
| ---- | ---- | ---- |
| 58   | ↘47  | ↘38  |

## Инфраструктура
В посёлке по данным на 2007 год функционирует 1 учреждение здравоохранения.